# Luostarivier
Luostarivier (Zweeds – Fins: Luostajoki) is een rivier annex beek, die stroomt in de Zweedse  gemeente Kiruna. Het riviertje ontwatert een moeras ten noordoosten van Idivuoma en brengt het water naar het Idimeer. De rivier is circa drie kilometer lang.
Afwatering: Luostarivier → Idirivier →  Muonio → Torne → Botnische Golf